# Чемпионат Южной Америки по волейболу среди старших молодёжных команд
Чемпионаты Южной Америки по волейболу среди старших молодёжных команд — соревнования для старших молодёжных волейбольных сборных стран Южной Америки, проводимые под эгидой Южноамериканской конфедерации волейбола (CSV).
Проводились в 2014 и 2016 годах среди мужских и женских команд. В соревнованиях участвовали спортсмены возрастом до 23 лет. 

## Мужские соревнования
Призёры
| Год  | Место проведения     | 1-е место | 2-е место | 3-е место |
| ---- | -------------------- | --------- | --------- | --------- |
| 2014 | Сакуарема (Бразилия) | Бразилия  | Аргентина | Чили      |
| 2016 | Картахена (Колумбия) | Бразилия  | Аргентина | Колумбия  |

## Женские соревнования
Призёры
| Год  | Место проведения  | 1-е место | 2-е место | 3-е место |
| ---- | ----------------- | --------- | --------- | --------- |
| 2014 | Попаян (Колумбия) | Бразилия  | Колумбия  | Перу      |
| 2016 | Лима (Перу)       | Бразилия  | Колумбия  | Перу      |